# Eleocharis ovata
Espèce
Synonymes
- Eleocharis annua House[2]
- Eleocharis obtusa var. heuseri Uechtr.[2]
- Eleocharis obtusa var. ovata (Roth) Drapalik & Mohlenbrock[2]
- Eleocharis soloniensis (Dubois) Hara[2]
- Scirpus ovatus Roth[2]

Eleocharis ovata, le Scirpe à inflorescence ovoïde, est une espèce de plantes fibreuses de la famille des Cyperaceae. Elle est courante dans l'hémisphère Nord et notamment en Europe centrale.

## Description
Cette plante annuelle mesure entre 8 et 35 centimètres de haut. Fibreuse, elle n'a pas de feuilles, mais une touffe de tiges qui fleurissent pendant l'été (entre juin et septembre). Les tiges sont d'une couleur verte éclatante lors de la floraison.
L’épi est constitué d'écales ovoïdes et mesure environ 5 millimètres de long. Chaque tige ne porte qu'un épi de forme oblongue, légèrement plus long que large,.

## Répartition et habitat
Eleocharis ovata est commune en Europe centrale et de l'Ouest, en Transbaïkalie (Dahurie), en Inde et en Amérique du Nord,. Elle pousse particulièrement bien sur les rives desséchées des étangs, des mares ou des rivières. Sa présence est attestée dans plus des deux tiers de la France.
Eleocharis ovata préfère les climats lumineux et humides, et tolère mal le sel.

## Protection
Eleocharis ovata n'est pas considérée comme menacée. Cependant, « la destruction, la coupe, la mutilation, l'arrachage, la cueillette ou l'enlèvement, le colportage, l'utilisation, la mise en vente, la vente ou l'achat de tout ou partie des spécimens sauvages » sont interdites dans plusieurs régions, comme en Midi-Pyrénées,.

## Liste des variétés
Selon Tropicos (29 octobre 2019) (Attention liste brute contenant possiblement des synonymes) :
- variété Eleocharis ovata var. aphanactis J.W. Moore
- variété Eleocharis ovata var. detonsa (A. Gray ex Patt.) Mohlenbr.
- variété Eleocharis ovata var. engelmannii (Steud.) Britton
- variété Eleocharis ovata var. gaetula Maire
- variété Eleocharis ovata var. heuseri Uechtr.
- variété Eleocharis ovata var. humifusa A. Terracc.
- variété Eleocharis ovata var. italica A. Terracc.
- variété Eleocharis ovata var. obtusa Kük. ex Skottsb.
- variété Eleocharis ovata var. ovata